# Admirał Spiridonow
Admirał Spiridonow (ros. Адмирал Спиридонов) – radziecki, następnie rosyjski niszczyciel rakietowy projektu 1155 (typu Udałoj, ozn. NATO Udaloy), klasyfikowany oficjalnie jako duży okręt przeciwpodwodny. W czynnej służbie od 1984 do 1997 roku. Wchodził w skład Floty Oceanu Spokojnego.

## Budowa i opis techniczny
„Admirał Spiridonow” był piątym zbudowanym okrętem projektu 1155 (Friegat), znanego też od pierwszego okrętu, oraz na zachodzie, jako typ Udałoj (Udaloy). Okręt został wciągnięty na listę floty już 28 lipca 1981 roku, otrzymując nazwę na cześć admirała Emila Spiridonowa (1925–1981). Stępkę położono we wrześniu 1981 roku w stoczni Jantar w Królewcu (numer budowy 113), okręt został zwodowany w lutym 1983 roku (brak w literaturze bliższych danych), zaś do służby wszedł 30 grudnia 1984 roku.
Okręty projektu 1155 były klasyfikowane jako duże okręty przeciwpodwodne (ros. bolszoj protiwołodocznyj korabl, BPK), niemniej na zachodzie powszechnie uznawane są za niszczyciele. Ich zasadniczym przeznaczeniem było zwalczanie okrętów podwodnych, w tym celu ich główne uzbrojenie stanowiło osiem wyrzutni rakietotorped Rastrub-B z ośmioma pociskami i osiem wyrzutni torped kalibru 533 mm przeciw okrętom podwodnym. Ich możliwości w zakresie zwalczania okrętów podwodnych rozszerzały dwa śmigłowce pokładowe Ka-27PŁ. Uzbrojenie przeciwpodwodne uzupełniały dwa dwunastoprowadnicowe miotacze rakietowych bomb głębinowych RBU-6000. Uzbrojenie artyleryjskie stanowiły dwa pojedyncze działa uniwersalne kalibru 100 mm AK-100 na dziobie oraz dwa zestawy artyleryjskie obrony bezpośredniej w postaci dwóch par sześciolufowych naprowadzanych radarowo działek 30 mm AK-630M (łącznie cztery działka). Uzbrojenie rakietowe służyło tylko do bliskiej obrony i według projektu składało się z dwóch kompleksów pocisków przeciwlotniczych i przeciwrakietowych bliskiego zasięgu Kinżał, każdy w składzie czterech bębnowych wyrzutni pionowych, po jednym na dziobie i na rufie (64 pociski). Pierwsze okręty projektu 1155 nie otrzymały całego przewidzianego projektem uzbrojenia i wyposażenia i „Admirał Spiridonow” zamiast przewidzianych projektem dwóch kompleksów rakiet Kinżał otrzymał tylko jeden na rufie, w składzie czterech bębnowych wyrzutni pionowych.
Okręty wyposażone były w odpowiednie środki obserwacji technicznej, w tym kompleks hydrolokacyjny Polinom z antenami w gruszce dziobowej, podkilową i holowaną. „Admirał Spiridonow” został wyposażony w stację radiolokacyjną dozoru ogólnego Friegat-MA (MR-750) na maszcie rufowym, lecz nie otrzymał stacji do wykrywania celów niskolecących Podkat przewidzianej na maszcie dziobowym. Wyposażony został w dwie wyrzutnie celów pozornych PK-2, ale bez przewidzianych projektem wyrzutni PK-10.
Napęd stanowią dwa zespoły turbin gazowych M9 w systemie COGAG, napędzające po jednej śrubie. Każdy składa się z turbiny marszowej D090 o mocy 9000 KM i turbiny mocy szczytowej DT59 o mocy 22 500; łączna moc napędu wynosi 63 000 KM. Prędkość maksymalna wynosi 29 węzłów, a ekonomiczna 18 węzłów.

## Służba
„Admirał Spiridonow” od 4 marca 1985 roku wchodził w skład Floty Oceanu Spokojnego ZSRR, następnie Rosji.
W dniach 4–8 lipca 1986 złożył wizytę w Wŏnsan, a 8–12 sierpnia 1991 roku w Bombaju.
16 sierpnia 1997 roku został wycofany ze służby. W 2003 roku został przeznaczony do złomowania.